# Municipio de Peñamiller
El municipio de Peñamiller uno de los 18 municipios del estado de Querétaro, en México. Su cabecera es el pueblo de Peñamiller, aproximadamente dos horas de la capital del estado, Santiago de Querétaro.

## Historia

### Sumario
1691 se funda San Miguel Palmas.
14 de diciembre de 1748 se funda Peñamiller.
1941 se crea el municipio de Peñamiller, antes delegación de Tolimán.

### Toponimia
El nombre de Peñamiller viene de peña millera o peña mierera y se entiende como piedras al millar o cerro de mil peñascos. Le fue dado por el teniente coronel de virreyes José de Escandón, debido a la semejanza que guarda el cerro que se levanta al oriente de la población, llamado El Picacho, con otro que se levanta en Asturias, España. Tal cima, la Pica Peña Mierera, fue así llamada en honor al señor de Mier, antiguo propietario del abrupto terreno y de donde dos poblados adquieren su nombre, Peñamellera Baja y Peñamellera Alta. Aunque en origen fueron dos palabras, el nombre oficial, tanto del poblado como del municipio, se escribe como una sola y sin la letra A final: Peñamiller.

## Geografía

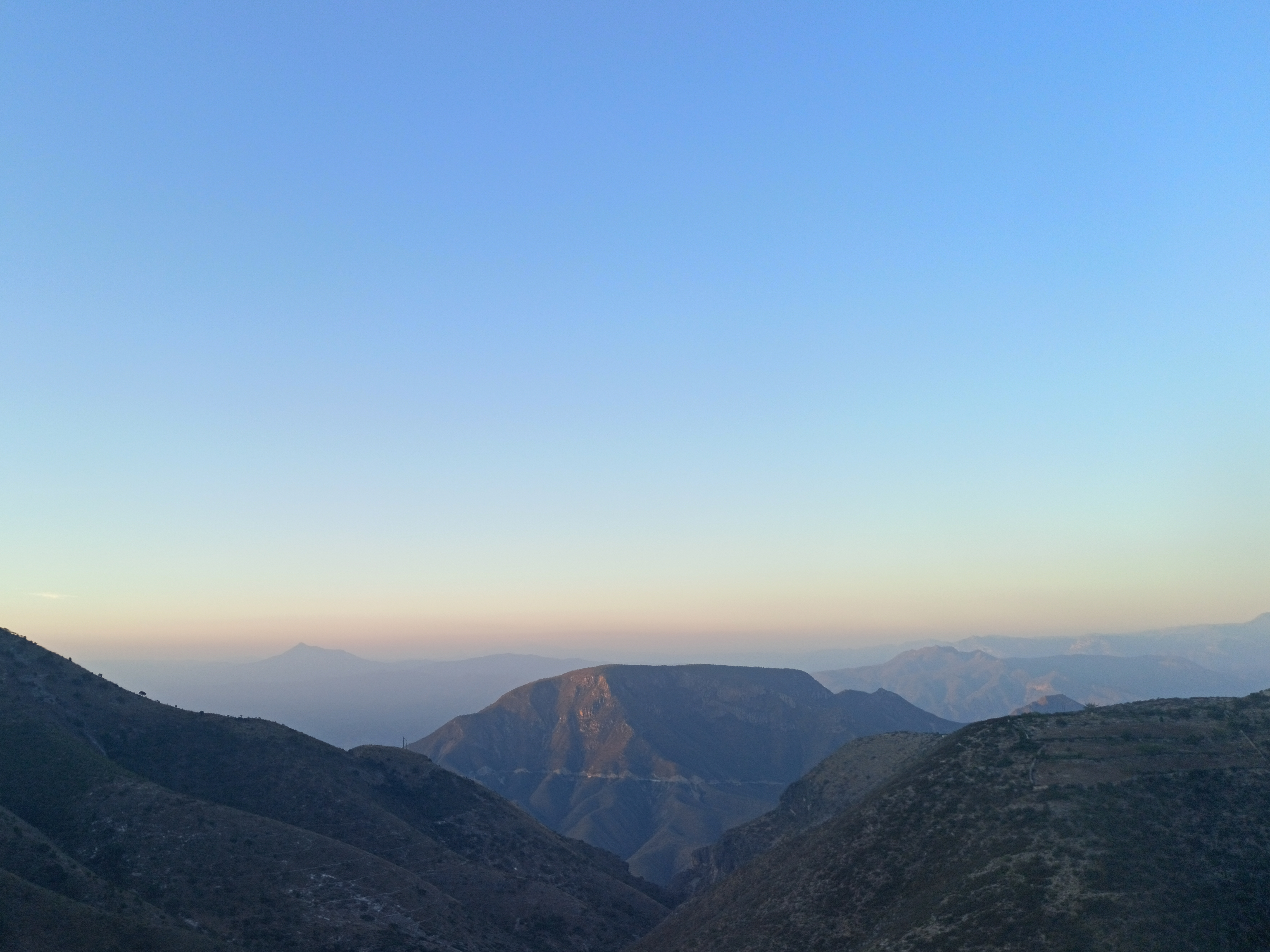
Relieve de Peñamiller

### Ubicación y límites
Se localiza al centro oeste del estado, en pleno semidesierto y es la puerta de entrada a la Sierra Gorda. Se encuentra entre las coordenadas geográficas 20° 57´ y 21° 14´ de latitud Norte y 99° 42´ y 100° 02´ de longitud Oeste, con altitudes que van desde los 1280 a 3000 m s. n. m.
Colinda al sur con Tolimán y Cadereyta, al este con Pinal, al norte con los municipios de Xichú y Atarjea del estado de Guanajuato, y al oeste con el municipio de Santa Catarina, también de Guanajuato. Tiene una superficie de 694.9 km² (antes 795 km², corregido bajo el programa de delimitación territorial de 1999–2000); la cual representa el 5.9% del total del estado.

### Orografía
Enclavado en la Sierra Gorda, está lleno de cerros y montañas. Las elevaciones más importantes son: El Cerro del Piñón 3000 m s. n. m.; la Mesa de Salinas a 2460 m s. n. m.; El Campanario a 2120 m s. n. m.; La Tembladera a 2080 m s. n. m.; El Piloncito a 1980 m s. n. m.; El Cerro de Dios a 1900 m s. n. m.; y El Picacho a 1680 m s. n. m.

### Hidrografía
Varios arroyos y los ríos Xichú, Victoria, Tierra Blanca y Tolimán convergen en la cuenca del Río Extoráz, de aguas abundantes en la época de lluvias y escasas en los meses de marzo a junio. El Extoráz se une al Moctezuma, éste al Pánuco y al Golfo de México.

### Flora y fauna
La flora consiste de mesquite, pirul, palo bobo, huizache, palo xixote, nopal, garambullo, biznagas, maguey y cardón. Típico de un semi-desierto, Peñamiller tiene muchas especies de cactus. Actualmente, algunas de ellas, como la biznaga burra (Echinocactus platyacanthus), están en peligro de extinción.

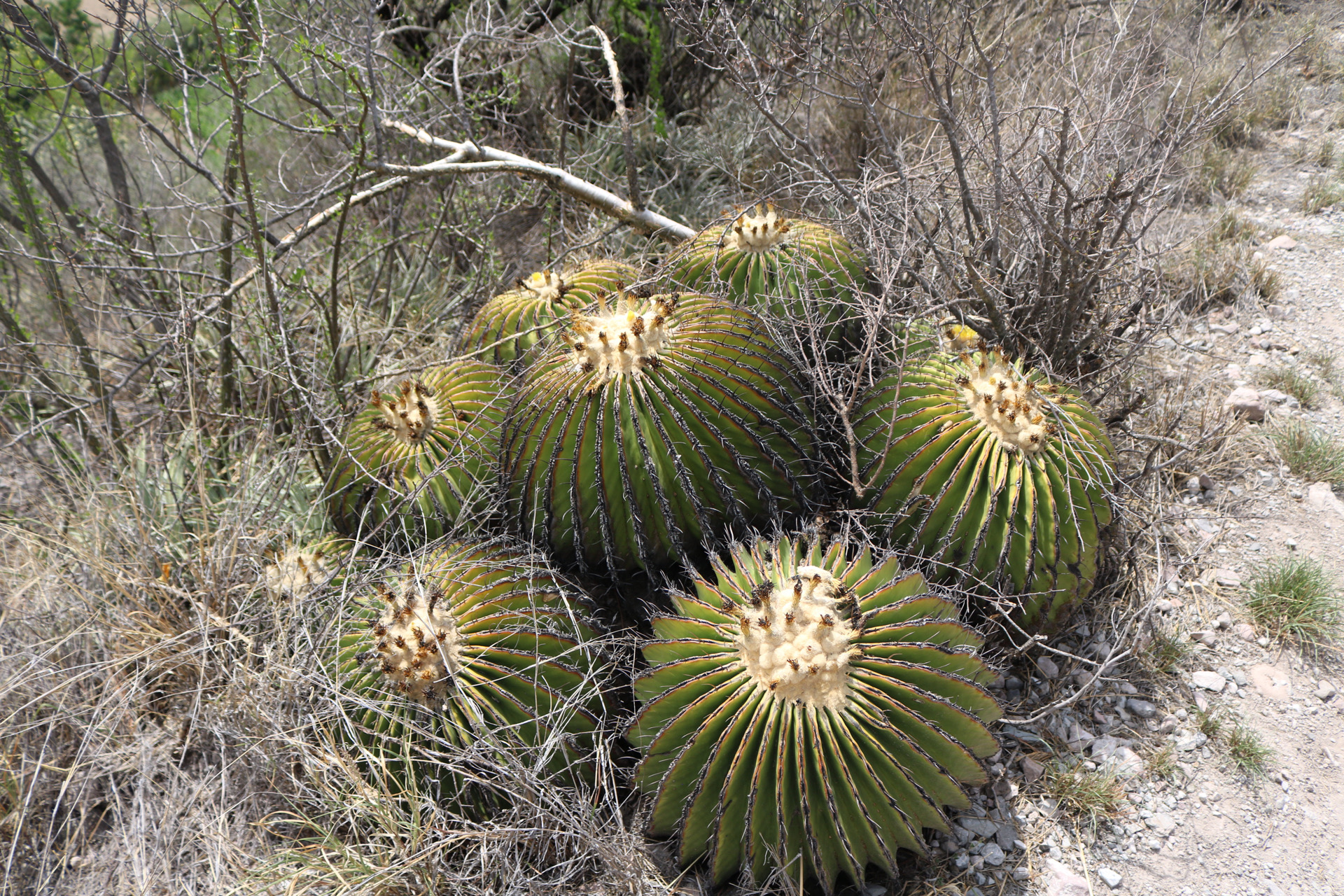
Una biznaga burra en Peñamiller

### Poblaciones
Conteo 2005, INEGI
- Agua Fría, 1,212 habitantes
- Camargo, 831 hab
- La Estación, 521 hab
- Las Enramadas 493, hab
- Peñamiller 1,095, hab
- San Miguel Palmas (Misión de Palmas), 549 hab
- Villa Emiliano Zapata (Extoráz), 739 hab
- Río Blanco 560 habitantes

## Economía

### Agricultura
Las tierras de riego producen cultivos básicos como maíz y frijol, así como los frutales: aguacate, guayaba, chirimoya, durazno, granada, higo, lima, limón, mango. El piñón y la nuez son los productos que les deja mayores ganancias a los agricultores. La vara de sauz solamente se prepara como materia prima y se lleva a Tequisquiapan donde se manufactura como artesanía.

### Ganadería
La ganadería tiene muy poco desarrollo por las características físicas de la región y la escasez de pastos. Hay 2 435 ejemplares de ganado bovino de engorda, 45 375 cabezas de porcino, 1 588 de ovinos, 8 435 de caprinos y 1 985 equinos.

### Industria
La actividad industrial está poco desarrollada o tecnificada: 9 pequeños talleres de maquila de ropa, 4 talleres de calzado y unas 350 personas elaboran balones de fútbol, cosidos a mano, en su propio domicilio.

## Turismo

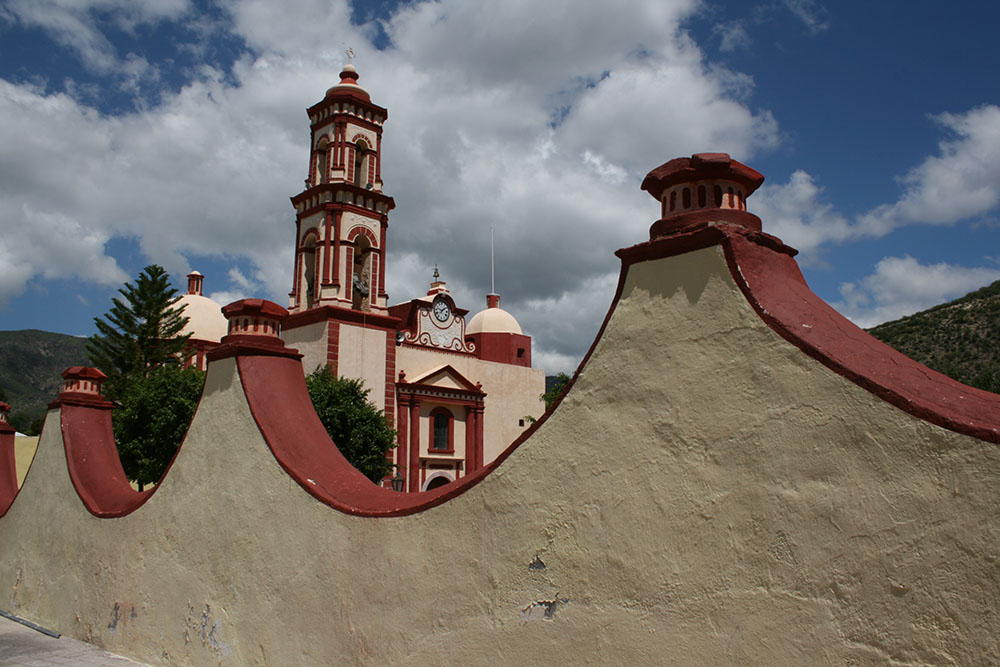
Peñamiller Pueblo

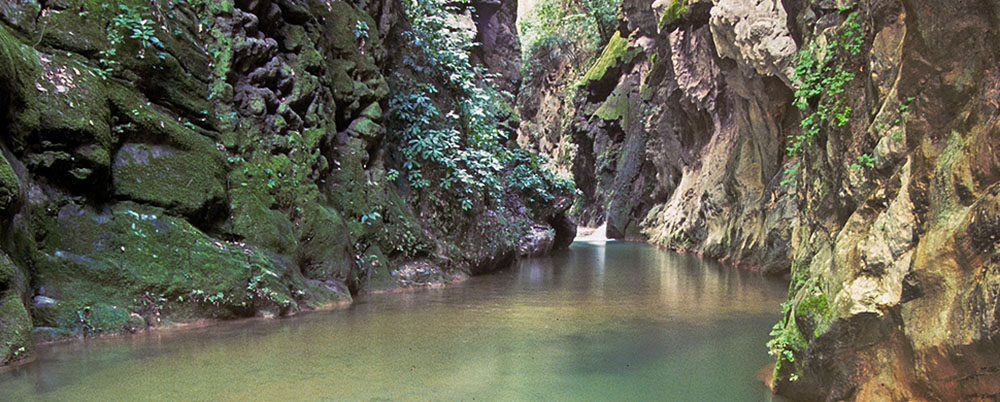
Cañón del Paraíso

Peñamiller es un pueblito pintoresco típico mexicano en donde se pueden contemplar calles tranquilas, una plaza a donde acude la gente por las tardes,  un templo del siglo XIX y un antiguo Palacio Municipal. 
En este municipio se encuentran los cascos de las exhaciendas Boquillas y Extoráz que son el resultado del auge y prosperidad de las haciendas del siglo XIX. 
Para quienes disfruten del turismo deportivo encontrarán el Cañón del Paraíso de más de 100 metros de altura por donde pasa el agua que viene del Río Extoráz; es ideal para practicar rapel. Además se pueden observar petroglifos en sus paredes de mármol negro. 
Otros atractivos naturales son el manantial de La Guayaba y el desarrollo ecoturístico del Cerro del Sombrerete en donde se puede practicar campismo. 
Desde el Mirador de la Tembladera se puede contemplar una vista panorámica y observar el cerro de la Media Luna, el Cañón del Paraíso, El Picacho, y la cuenca del Río Extoráz.

## Gobierno
1 Presidente Municipal
6 Delegados
6 Regidores de mayoría relativa (1 síndico)
3 Regidores de representación proporcional
Principales Comisiones: de Hacienda, Comercio, Industria, Gobernación, Obras Públicas, Educación, Policía Municipal, Salud.
Cronología de los Presidentes Municipales
Periodo - Nombre - Partido
1970-1973 Antioco Hernández, PRI
1973-1976 Luis Perrusquía,, PRI
1976-1979 Álvaro Aguillón PRI
1979-1982 Adolfo Hurtado, PRI
1982-1985 Héctor Guillén, PRI
1985-1988 César Fernández R., PRI
1988-1991 Benigno García Martínez, PRI
1991-1994 Ruperto Alvarado Gudiño, PRI
1994-1997 Odilón Hernández Guerrero, PRI
1997-2000 Angel Ariel Hernández Hurtado, PRI
2000-2003 Regina Ramírez Trejo, PRI
2003-2006 Ruperto Alvarado Gudiño, PRI
2006-2009 José Manuel García Leal, PRI [cita requerida]
2009-2012 Eleazar Munguía Olvera, Convergencia
2012-2015 Aldo Garcia Rosales, PRI
2015-2018 Margarita Hernández Aguilar, PAN
2018-2024 Juan Carlos Linares Aguilar, PAN
Las elecciones son el primer domingo de julio cada 3 años. El 1° de octubre siguiente es la fecha de toma de posesión de los cargos de presidente municipal, delegados y regidores.
Diputados
Peñamiller se encuentra representado en el Congreso del Estado por los diputados del 15° Distrito Local en el Congreso del Estado y en el Congreso de la Unión por el congresista que represente al 1° Distrito Electoral Federal del Estado de Querétaro.